# 노스럽 그러먼 B-21 레이더
노스럽 그러먼 B-21 레이더(영어: Northrop Grumman B-21 Raider)는 현재 개발 중인 미국의 차세대 전략폭격기이다. 2015년 미국 국방부는 노스럽 그러먼과 개발 계약을 체결했다.
B-21의 명칭은 제2차 세계대전 당시 역사상 최초로 일본 본토를 공격한 둘리틀 특공대(Doolittle Raiders)를 기리기 위해, 레이더(Raider)라고 지어졌다.

## 역사
미국 국방부는 2014년 7월 장거리 폭격기 계획(LRS-B)의 RFP를 발표했다. 미국 공군은 LRS-B 80-100대를 대당 5억 5,000만 달러(2010년)에 구입할 계획이다. 2015년 환산기준 6억 1,000만 달러(6,800억원)이다. 기존의 B-2 스피릿은 2015년 환산기준 11억 720만 달러(1조 2,459억원)이다.
미국 공군 지구권 타격 사령부(Global Strike Command)는 LRS-B를 최소한 100대를 주문할 것이며, 175-200대가 실전배치될 것으로 예상한다. 2030년까지 초도작전능력(IOC)이 선언될 것으로 예상한다.
B-21에는 F-35 전투기의 프랫 앤 휘트니 F135 엔진을 사용하여, 엔진의 대량생산 가격이 내려갈 것으로 보인다. B-52, B-1 랜서, B-2 스피릿은 모두 F-15, F-16 전투기 엔진과 동일한 출력의 엔진을 사용하는데, 동일모델이 아니라 약간 개량한 새로운 모델의 엔진이었다. 셋 다 만재중량 120톤 정도로 크기의 큰 차이는 없고, 속도와 스텔스 차이만 있다.
2016년 2월 26일 데보라 리 제임스 미국 공군성 장관은 B-21의 최초 개념 디자인을 공개했는데, B-2 스피릿과 유사한 모양이었다.
2017년 미국 국방부는 AGM-86 ALCM를 대체하기 위해, LRSO 개발비를 레이시온과 록히드 마틴에 지원했다. 두 회사는 각각 다른 모델을 개발할 것이다. 2022년 LRSO 구매 계약을 체결할 것이다. AGM-86 ALCM은 B-52H 폭격기에만 장착이 가능한데, LRSO는 노스럽 그러먼 B-21 스텔스 폭격기에도 장착이 가능하다.

## 경쟁기종
러시아는 차세대 장거리 스텔스 폭격기 투폴레프 PAK DA를 개발중이다. PAK-FA 스텔스 전투기 엔진 4개를 장착했다. 2025-2030년에 실전배치될 계획이다.
중국은 시안 H-20 장거리 스텔스 폭격기를 개발중이다. B-2 스피릿의 모양이다.

## 같이 보기
- 투폴레프 PAK DA